# Vòng loại Giải vô địch bóng đá thế giới 2002 – Khu vực châu Đại Dương
Vòng loại Giải vô địch bóng đá thế giới 2002 khu vực châu Đại Dương diễn ra từ ngày 7 tháng 4 đến ngày 25 tháng 11 năm 2001. Tổng cộng 10 đội tuyển đã tham dự vòng loại để tranh 0.5 suất trong tổng số 32 suất có sẵn tại vòng chung kết. Papua New Guinea đã quyết định không tham gia vòng loại.
Chiến thắng 31–0 của Úc trước Samoa thuộc Mỹ đã lập kỷ lục World Cup về trận thắng có cách biệt lớn nhất trong một trận đấu vòng loại.

## Thể thức
Thể thức như sau:
- Vòng 1: 10 đội tuyển được chia thành hai bảng, mỗi bảng gồm năm đội. Các đội trong bảng thi đấu với nhau theo thể thức vòng tròn một lượt tính điểm. Các đội nhất bảng giành quyền vào vòng thứ hai.
- Vòng 2: Hai đội đứng đầu hai bảng từ vòng 1 thi đấu với nhau theo thể thức sân nhà và sân khách. Đội thắng sẽ tiến vào vòng play-off liên lục địa gặp đại diện của khu vực Nam Mỹ (CONMEBOL).

## Vòng 1

### Bảng 1
- Tất cả các trận đấu được tổ chức tại Úc.
- Thời gian được liệt kê là AEST (UTC+10).

| VT | Đội            | ST | T | H | B | BT | BB | HS  | Đ  | Giành quyền tham dự |      |     |     |     |      |      |
| -- | -------------- | -- | - | - | - | -- | -- | --- | -- | ------------------- | ---- | --- | --- | --- | ---- | ---- |
| 1  | Úc (H)         | 4  | 4 | 0 | 0 | 66 | 0  | +66 | 12 | Vòng 2              |      | —   | —   | —   | 11–0 | 31–0 |
| 2  | Fiji           | 4  | 3 | 0 | 1 | 27 | 4  | +23 | 9  |                     |      | 0–2 | —   | —   | —    | 13–0 |
| 3  | Tonga          | 4  | 2 | 0 | 2 | 7  | 30 | −23 | 6  |                     | 0–22 | 1–8 | —   | —   | —    |      |
| 4  | Samoa          | 4  | 1 | 0 | 3 | 9  | 18 | −9  | 3  |                     | —    | 1–6 | 0–1 | —   | —    |      |
| 5  | Samoa thuộc Mỹ | 4  | 0 | 0 | 4 | 0  | 57 | −57 | 0  |                     | —    | —   | 0–5 | 0–8 | —    |      |

| Samoa | 0–1      | Tonga         |
| ----- | -------- | ------------- |
|       | Chi tiết | Taufahema 86' |

| Fiji | 13–0     | Samoa thuộc Mỹ |
| --- | -------- | -------------- |
| Masi 3' (ph.đ.), 12', 53', 54' · Lal 23', 24', 28', 39', 45' · Mateiwai 31' · Nasema 56' · Samy 70', 75' | Chi tiết |                |

| Tonga | 0–22     | Úc |
| ----- | -------- | --- |
|       | Chi tiết | Chipperfield 3', 83' · Mori 13', 23', 40', 58' · Aloisi 14', 24', 37', 45', 52', 63' · Muscat 18', 30', 54', 82' · Popovic 67' · T. Vidmar 74' · Zdrilic 78', 90' · Thompson 80' · Boutsianis 87' |

| Samoa thuộc Mỹ | 0–8      | Samoa                                                                                     |
| -------------- | -------- | ----------------------------------------------------------------------------------------- |
|                | Chi tiết | Leututu 8' (l.n.) · Gabriel 35' · Fa'aiuaso 41', 52', 73', 84' · Lemana 55' · Michael 63' |

| Samoa              | 1–6      | Fiji                                                              |
| ------------------ | -------- | ----------------------------------------------------------------- |
| Lemana 33' (ph.đ.) | Chi tiết | Mateiwai 5' · Masi 21', 41' · Tokuma 48' (l.n.) · Prasad 84', 86' |

| Úc | 31–0  | Samoa thuộc Mỹ |
| --- | ----- | -------------- |
| - Boutsianis 10', 50', 84' - Thompson 12', 23', 27', 29', 32', 37', 42' - Thompson (cont.) 45', 56', 60', 65', 85', 88' - Zdrilic 13', 21', 25', 33', 58', 66', 78', 89' - A. Vidmar 14', 80' - Popovic 17', 19' - Colosimo 51', 81' - De Amicis 55' | [ 1 ] |                |

| Fiji | 0–2      | Úc                    |
| ---- | -------- | --------------------- |
|      | Chi tiết | Corica 23' · Foxe 81' |

| Samoa thuộc Mỹ | 0–5      | Tonga                                                 |
| -------------- | -------- | ----------------------------------------------------- |
|                | Chi tiết | Taufahema 2', 24', 51' · Moa 71' (ph.đ.) · Fakava 86' |

| Úc | 11–0     | Samoa |
| --- | -------- | ----- |
| A. Vidmar 5', 50' · Zdrilic 28', 57' · Foxe 44' · Popovic 55', 89' · Thompson 75', 88' · Chipperfield 76' · Bureta 81' (l.n.) | Chi tiết |       |

| Tonga         | 1–8      | Fiji                                                                |
| ------------- | -------- | ------------------------------------------------------------------- |
| Taufahema 78' | Chi tiết | Leka 4' · Masi 30', 37', 38', 90' · Vurukania 34', 56' · Nasema 62' |

### Bảng 2
- Tất cả các trận đấu được tổ chức tại New Zealand.
- Thời gian được liệt kê là UTC+13.

| VT | Đội              | ST | T | H | B | BT | BB | HS  | Đ  | Giành quyền tham dự |     |     |     |     |     |     |
| -- | ---------------- | -- | - | - | - | -- | -- | --- | -- | ------------------- | --- | --- | --- | --- | --- | --- |
| 1  | New Zealand (H)  | 4  | 4 | 0 | 0 | 19 | 1  | +18 | 12 | Vòng 2              |     | —   | —   | —   | 7–0 | 2–0 |
| 2  | Tahiti           | 4  | 3 | 0 | 1 | 14 | 6  | +8  | 9  |                     |     | 0–5 | —   | 2–0 | —   | —   |
| 3  | Quần đảo Solomon | 4  | 2 | 0 | 2 | 17 | 10 | +7  | 6  |                     | 1–5 | —   | —   | —   | 9–1 |     |
| 4  | Vanuatu          | 4  | 1 | 0 | 3 | 11 | 21 | −10 | 3  |                     | —   | 1–6 | 2–7 | —   | —   |     |
| 5  | Quần đảo Cook    | 4  | 0 | 0 | 4 | 2  | 25 | −23 | 0  |                     | —   | 0–6 | —   | 1–8 | —   |     |

| Vanuatu   | 1–6      | Tahiti                                                        |
| --------- | -------- | ------------------------------------------------------------- |
| Lauru 56' | Chi tiết | Senechal 26' · Bennett 36', 41', 81' · Amaru 52' · Tagawa 82' |

| Quần đảo Solomon                                                                     | 9–1      | Quần đảo Cook |
| ------------------------------------------------------------------------------------ | -------- | ------------- |
| Suri 14' · Daudau 19', 54', 75' · Menapi 31', 52', 85' · Firisua 84' · Konofilla 89' | Chi tiết | Temiha 4'     |

| Tahiti | 0–5      | New Zealand                                  |
| ------ | -------- | -------------------------------------------- |
|        | Chi tiết | Coveny 41', 56', 71' · Lines 53' · Perry 88' |

| Quần đảo Cook | 1–8      | Vanuatu                                                                          |
| ------------- | -------- | -------------------------------------------------------------------------------- |
| Pukoku 13'    | Chi tiết | Ben 4' · Lauru 27' · G. Maki 38' · Iwai 50', 59', 66' · P. Maki 74' · Waiwai 82' |

| Vanuatu       | 2–7      | Quần đảo Solomon                                                       |
| ------------- | -------- | ---------------------------------------------------------------------- |
| Iwai 18', 48' | Chi tiết | Wickham 17', 47' · Menapi 46', 73' · Waita 48' · Samani 62' · Suri 79' |

| New Zealand     | 2–0      | Quần đảo Cook |
| --------------- | -------- | ------------- |
| Hickey 64', 66' | Chi tiết |               |

| Quần đảo Solomon | 1–5      | New Zealand                                      |
| ---------------- | -------- | ------------------------------------------------ |
| Suri 85'         | Chi tiết | Coveny 27', 50' · Jackson 32', 55' · Urlovic 67' |

| Quần đảo Cook | 0–6      | Tahiti                                                |
| ------------- | -------- | ----------------------------------------------------- |
|               | Chi tiết | Senechal 2', 45' · Tagawa 19', 64', 87' · Bennett 51' |

| New Zealand                                                              | 7–0      | Vanuatu |
| ------------------------------------------------------------------------ | -------- | ------- |
| Coveny 2', 7', 30' · Jackson 25' · Lines 27' · Burton 62' · Vicelich 68' | Chi tiết |         |

| Tahiti                                   | 2–0      | Quần đảo Solomon |
| ---------------------------------------- | -------- | ---------------- |
| Garcia 25' (ph.đ.) · Fatupua-Lecaill 77' | Chi tiết |                  |

## Vòng 2
| Đội 1       | TTS | Đội 2 | Lượt đi | Lượt về |
| ----------- | --- | ----- | ------- | ------- |
| New Zealand | 1–6 | Úc    | 0–2     | 1–4     |

| New Zealand | 0–2      | Úc              |
| ----------- | -------- | --------------- |
|             | Chi tiết | Emerton 5', 80' |

| Úc                                         | 4–1      | New Zealand        |
| ------------------------------------------ | -------- | ------------------ |
| Zdrilic 5', 82' · Emerton 40' · Aloisi 56' | Chi tiết | Coveny 44' (ph.đ.) |

Úc thắng với tổng tỷ số 6–1 và giành quyền vào trận play-off OFC–CONMEBOL.

## Play-off liên lục địa
| Đội 1 | TTS | Đội 2   | Lượt đi | Lượt về |
| ----- | --- | ------- | ------- | ------- |
| Úc    | 1–3 | Uruguay | 1–0     | 0–3     |

## Cầu thủ ghi bàn
Đã có 179 bàn thắng ghi được trong 22 trận đấu, trung bình 8.14 bàn thắng mỗi trận đấu.
16 bàn thắng
- Archie Thompson

14 bàn thắng
- David Zdrilic

9 bàn thắng
- Esala Masi
- Vaughan Coveny

7 bàn thắng
- John Aloisi

5 bàn thắng
- Tony Popovic
- Shalendra Lal
- Commins Menapi
- Richard Iwai

4 bàn thắng
- Con Boutsianis
- Damian Mori
- Kevin Muscat
- Aurelio Vidmar
- Desmond Fa'aiuaso
- Naea Bennett
- Felix Tagawa
- Lokoua Taufahema

3 bàn thắng
- Scott Chipperfield
- Brett Emerton
- Chris Jackson
- Patteson Daudau
- Batram Suri
- Tony Senechal

2 bàn thắng
- Simon Colosimo
- Hayden Foxe
- Manoa Masi
- Ulaiasi Mateiwai
- Valerio Nasema
- Atnesh Prasad
- Abinesh Samy
- Noah Hickey
- Aaran Lines
- Ben Lemana
- Vivian Wickham
- Simon Lauru

1 bàn thắng
- Fausto De Amicis
- Steve Corica
- Tony Vidmar
- Junior Pukoku
- Niki Temiha
- Jope Namawa Leka
- Leone Vurukania
- Mark Burton
- Jonathan Perry
- Paul Urlovic
- Ivan Vicelich
- Dominic Gabriel
- Junior Michael
- David Firisua
- Joel Konofilla
- Jack Samani
- Stanley Waita
- Harold Amaru
- Samuel Garcia
- Steve Fatupua-Lecaill
- Teu Fakava
- Penieli Moa
- Fillisione Taufahema
- Jimmy Ben
- Gerard Maki
- Pita Maki
- Waren Waiwai

1 bàn phản lưới nhà
- Lisi Leututu (trong trận gặp Samoa)
- Filipo Bureta (trong trận gặp Australia)
- Molesi Tokuma (trong trận gặp Fiji)